# Carex mochomuensis
Carex mochomuensis là một loài thực vật có hoa trong họ Cói. Loài này được Katsuy. mô tả khoa học đầu tiên năm 2009.